# Języki południoworomańskie
Języki południoworomańskie – jedna z trzech grup języków romańskich (obok wschodnio- i zachodnioromańskich). Zalicza się do niej język sardyński używany na należącej do Włoch Sardynii, a oprócz niego często również dialekt używany w południowej części Korsyki.
Klasyfikacja języków południoworomańskich:
języki indoeuropejskie
języki italskie
języki romańskie (ok. 568 mln)
języki południoworomańskie (ok. 1,6 mln)
korsykański (ok. 400 tys.)
sardyński (ok. 1,5 mln)
gallurski (północnowschodniosardyński)
kampidański (południowosardyński)
logudorski (środkowosardyński)
sassarski (północnozachodniosardyński)